# Piscinoodinium pillulare
Piscinoodinium pillulare (Synonym: Oodinium pillularis) ist ein fischpathogener, einzelliger Dinoflagellat und gilt als Verursacher der bei Süßwasserfischen auftretenden Parasitose Samtkrankheit (genannt auch Oodinose, Korallenfischkrankheit und Pillulariskrankheit). P. pillulare erreicht am Fisch eine Größe von mehr als 0,1 mm.

## Aussehen und Lebensweise

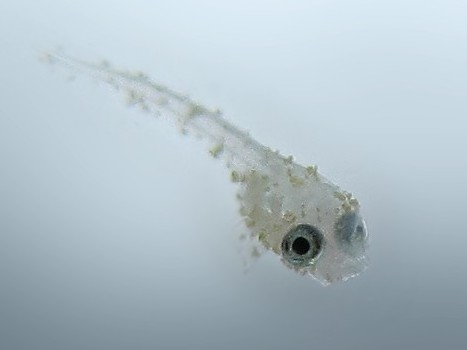
Mit Piscinoodinium pillulare befallene 15 Tage alte Larve des Siamesischen Kampffisches (Betta splendens)

Unter dem Mikroskop zeigt sich Piscinoodinium pillulare als blasen- oder urnenförmiges, rundliches Gebilde von gelblich bis brauner Farbe und sitzt mit dem dünneren Ende auf der Schleimhaut der Fische fest. P. pillulare hängt in großen bis kleineren, traubenartigen Gruppen zusammen und ist mit wurzelähnlichen Plasmafäden (Rhizoid) fest in der Fischhaut verankert. Wächst der im parasitären Stadium 30 bis 140 µm große Parasit auf mehr als 100 μm Größe heran, wird er mit bloßem Auge sichtbar und stellt sich als helles, weißliches Pünktchen dar. Zu diesem Zeitpunkt kann P. pillulare leicht mit dem Wimperntierchen Ichthyophthirius multifiliis, dem Erreger der Ichthyophthiriose, besser bekannt als Weißpünktchenkrankheit verwechselt werden, da beide Parasiten im Krankheitsverlauf ähnliche Symptome hervorrufen.
Gegen Ende des parasitären Lebens trennt sich P. pillulare von seinem Wirt und sinkt zu Boden. Dort kugelt sich der Parasit ab und beginnt eine mehrfache Teilung. Die bis zu 256 Tochterzellen entwickeln sich während der letzten Teilung zu einem begeißelten Dinoflagellat von etwa 15 μm Größe. Eine dieser Geißeln ragt aus der Zelloberfläche heraus und dient P. pillulare zur Fortbewegung. Gelingt es den (ohne Geißel) 7 bis 10 µm großen Dinosporen innerhalb von 24 Stunden nicht einen geeigneten Wirt zu finden, sterben diese ab. Während dieser Zeit findet man Dinosporen auch auf Schnecken, die aber nicht von P. pilluare befallen werden und lediglich zu Transportzwecken dienen. Findet der Parasit einen passenden Wirt, heftet er sich an und wirft die Geißeln ab.